# Kemplich
Kemplich [kɛmpliʃ] est une commune française située dans le département de la Moselle en région Grand Est.
Ses habitants sont au nombre de 177 en 2022.

## Géographie
Traversée par la route D60a, la commune de Kemplich est située aux confins du pays thionvillois et du pays de Nied, côté thionvillois ; à 21 km à l'Est de Thionville, 20 km au Sud-Est de Sierck-les-Bains, 14 km au Nord-Ouest de Bouzonville et 10 km au Nord-Est de Metzervisse.
| Veckring         |          | Monneren               |
| Klang            | Kemplich | Saint-François-Lacroix |
| Hombourg-Budange | Dalstein | Menskirch              |

### Transport
Kemplich est desservie par la ligne de bus TIM 107 Thionville - Waldweistroff du conseil général de la Moselle avec trois allers-retours.
Kemplich est desservie par la ligne 176 Monneren - Metz du conseil général de la Moselle avec un aller-retour.

### Hydrographie
La commune est située dans le bassin versant du Rhin au sein du bassin Rhin-Meuse. Elle est drainée par le ruisseau l'Anzelingerbach, le ruisseau de Dalstein et le ruisseau le Strumbach.
Le ruisseau l'Anzelingerbach, d'une longueur totale de 14,8 km, prend sa source dans la commune de Monneren et se jette  dans la Nied à Anzeling, face à la commune de Holling, après avoir traversé six communes.

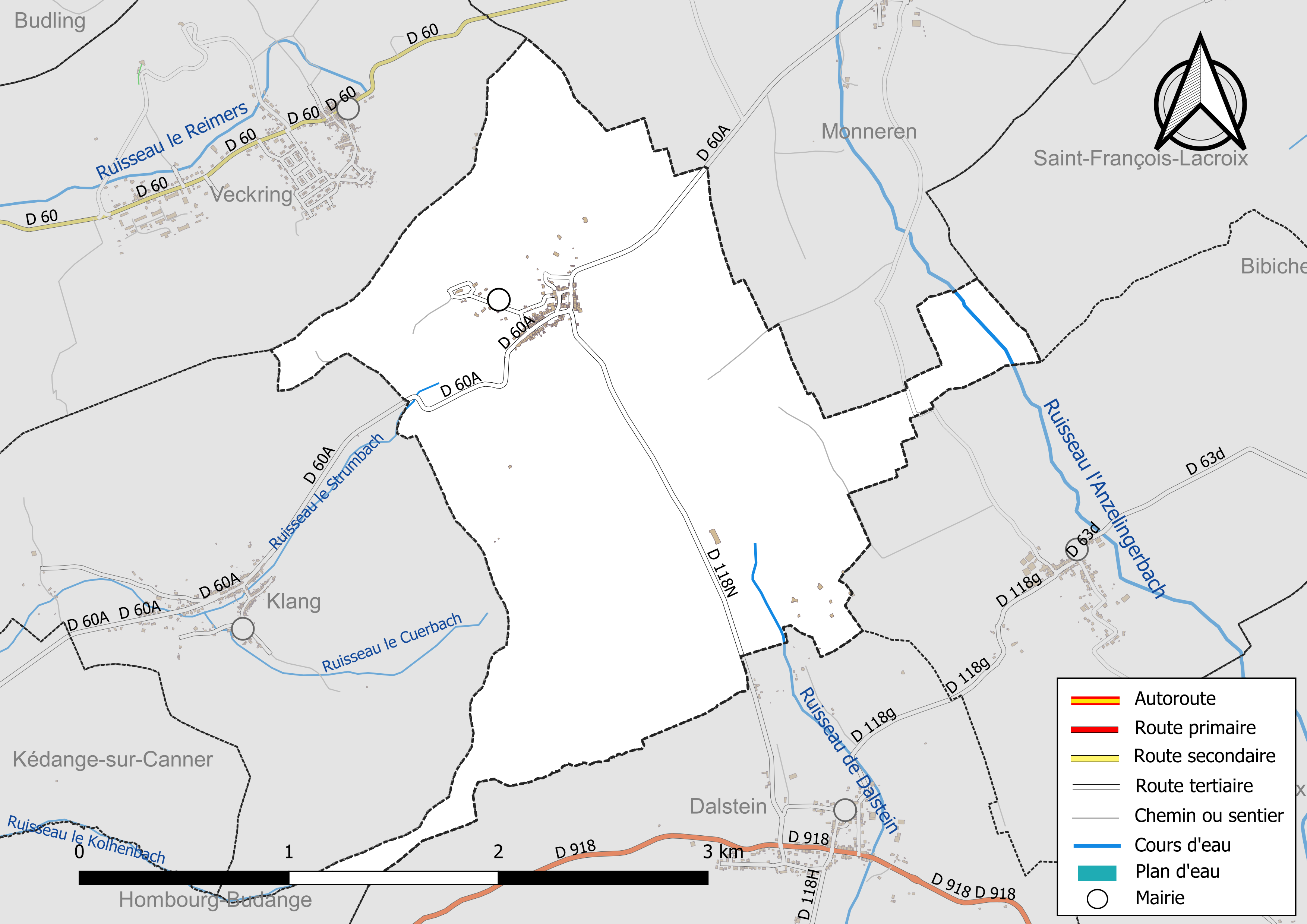
Réseaux hydrographique et routier de Kemplich.

La qualité des eaux des principaux cours d’eau de la commune, notamment du ruisseau l'Anzelingerbach, peut être consultée sur un site spécial géré par les agences de l’eau et l’Agence française pour la biodiversité.

### Climat
Pour des articles plus généraux, voir Climat du Grand Est et Climat de la Moselle.
En 2010, le climat de la commune est de type climat des marges montargnardes, selon une étude du Centre national de la recherche scientifique s'appuyant sur une série de données couvrant la période 1971-2000. En 2020, Météo-France publie une typologie des climats de la France métropolitaine dans laquelle la commune est exposée à un climat semi-continental et est dans la région climatique  Lorraine, plateau de Langres, Morvan, caractérisée par un hiver rude (1,5 °C), des vents modérés et des brouillards fréquents en automne et hiver.
Pour la période 1971-2000, la température annuelle moyenne est de 9,6 °C, avec une amplitude thermique annuelle de 16,6 °C. Le cumul annuel moyen de précipitations est de 825 mm, avec 12,3 jours de précipitations en janvier et 9,3 jours en juillet. Pour la période 1991-2020, la température moyenne annuelle observée sur la station météorologique de Météo-France la plus proche, « Malancourt », sur la commune d'Amnéville à 20 km à vol d'oiseau, est de 10,2 °C et le cumul annuel moyen de précipitations est de 884,1 mm. 
La température maximale relevée sur cette station est de 39,3 °C, atteinte le 25 juillet 2019 ; la température minimale est de −17,9 °C, atteinte le 5 janvier 1985,,.
Les paramètres climatiques de la commune ont été estimés pour le milieu du siècle (2041-2070) selon différents scénarios d'émission de gaz à effet de serre à partir des nouvelles projections climatiques de référence DRIAS-2020. Ils sont consultables sur un site spécial publié par Météo-France en novembre 2022.

## Urbanisme

### Typologie
Au 1er janvier 2024, Kemplich est catégorisée commune rurale à habitat dispersé, selon la nouvelle grille communale de densité à sept niveaux définie par l'Insee en 2022.
Elle est située hors unité urbaine et hors attraction des villes,.

### Occupation des sols
L'occupation des sols de la commune, telle qu'elle ressort de la base de données européenne d’occupation biophysique des sols Corine Land Cover (CLC), est marquée par l'importance des territoires agricoles (54,7 % en 2018), en diminution par rapport à 1990 (63 %). La répartition détaillée en 2018 est la suivante : 
forêts (37 %), terres arables (33,7 %), zones agricoles hétérogènes (14,3 %), milieux à végétation arbustive et/ou herbacée (8,3 %), prairies (6,7 %). L'évolution de l’occupation des sols de la commune et de ses infrastructures peut être observée sur les différentes représentations cartographiques du territoire : la carte de Cassini (XVIIIe siècle), la carte d'état-major (1820-1866) et les cartes ou photos aériennes de l'IGN pour la période actuelle (1950 à aujourd'hui).

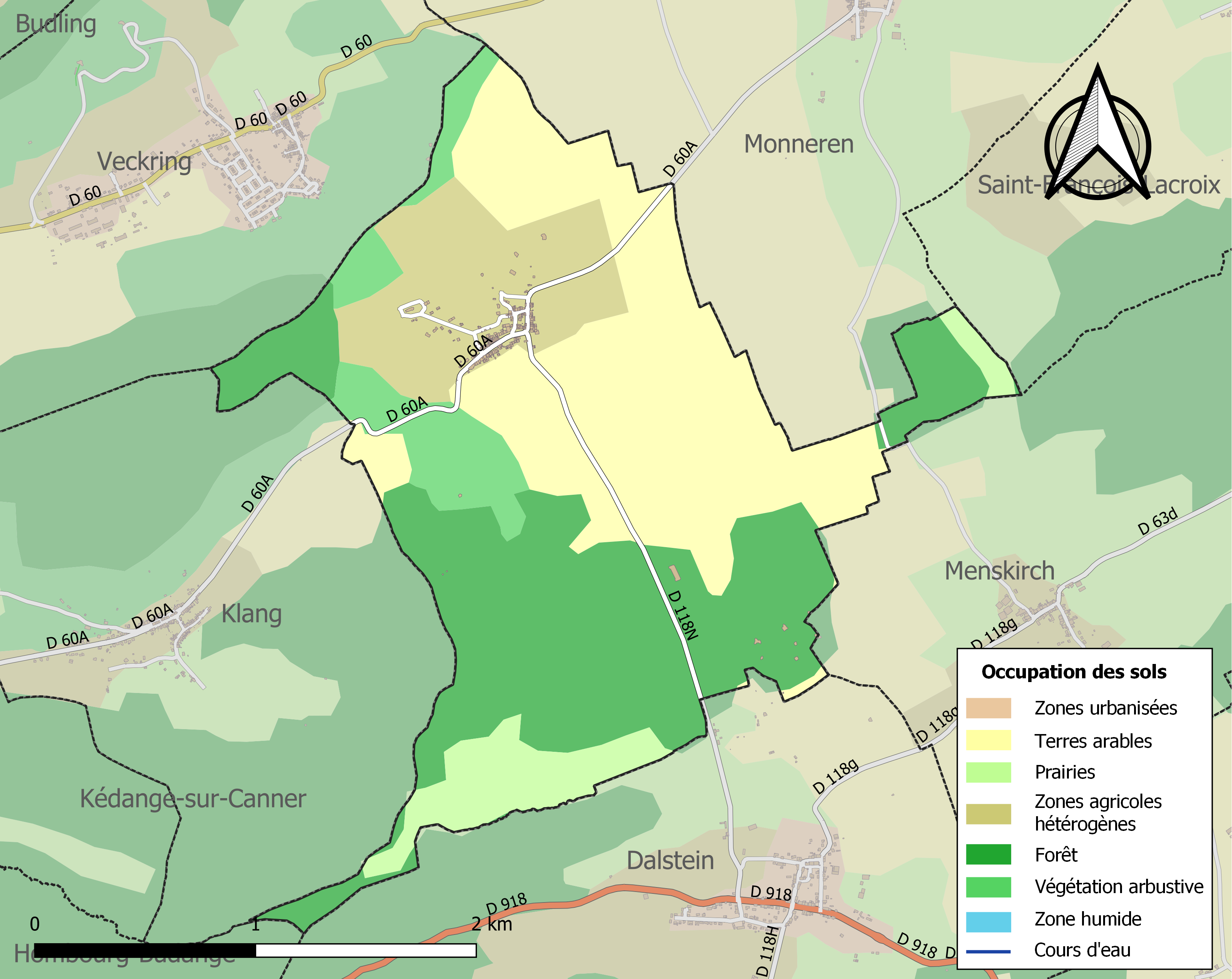
Carte des infrastructures et de l'occupation des sols de la commune en 2018 (CLC).

## Toponymie
- En francique lorrain : Kemplich[14], Kemplech et Kemplesch.
- Mentions anciennes : Kempurich (1093)[15], Kampachel (1276)[15], Kampucle (1287)[15], Kempulcher et Kempulchel (1544)[15], Kempuchel (1594)[15], Kamply (1692)[15], Kemplick (1756)[15], Kemply (1779)[15], Kemplich (1793)[16], Camplies (carte de Cassini)[15].
- Étymologie : origine gallo-romaine, d'un nom de personne gallo-romain Camporius ou Campolius suivi du suffixe de propriété -acum, germanisé ensuite.

Selon   C. Blackie, il ne s'agit d'une formation toponymique gallo-romaine en (i)acum. Le suffixe "ich" étant une forme du vieux haut allemand "aha" siginifiant eau. Nous sommes en zone germanique, les toponymes ne viennent pas du latin. -ich ne vient pas de -iacum mais du vieux haut allemand aha(eau).

## Histoire[18]
Village de la « landschultesserie » de Sierck, qui dépendait de la prévôté de Sierck sous la coutume de Lorraine.
Au XVIIe siècle, la seigneurie de Kemplich est acquise par le colonel Nicolas Maillard, gouverneur de Sierck, au service du duc Charles IV de Lorraine.
En 1658, la fille de Nicolas Maillard, Henriette Maillard se marie et apporte ainsi à son époux, Pierre Petit, sa dot qui est la seigneurie de Kemplich.
En 1661, Kemplich est annexé au royaume de France par le traité de Vincennes.
En 1681, ce village est le siège d’un fief et d’une justice haute, moyenne et basse ; mouvant du roi de France.
En 1699 décède Pierre Petit, seigneur de Kemplich et capitaine au service de France. Il est également rapporté dans l'ouvrage Metz, documents généalogiques : armée, noblesse, magistrature, haute bourgeoisie : d'après le registre des paroisses..., que Pierre Petit est membre de la famille Petit de la Vaux.
Sur le plan spirituel, Kemplich était le chef-lieu d’une cure de l’archiprêtré de Kédange, qui avait pour annexes Klang et Codewalt.
Entre 1810 et 1930, la commune de Klang est rattachée à celle de Kemplich.

## Politique et administration
| Période                                  | Période   | Identité            | Étiquette | Qualité |
| ---------------------------------------- | --------- | ------------------- | --------- | ------- |
| 1979                                     | juin 1995 | Jean-Nicolas Conati |           |         |
| mars 1995                                | mars 2001 | Alain Cailloux      |           |         |
| mars 2001                                | mars 2008 | Albert Weisbecker   | DVD       |         |
| mars 2008                                | En cours  | Patrick Berveiller  | UDI       |         |
| Les données manquantes sont à compléter. |           |                     |           |         |

## Démographie
L'évolution du nombre d'habitants est connue à travers les recensements de la population effectués dans la commune depuis 1793. Pour les communes de moins de 10 000 habitants, une enquête de recensement portant sur toute la population est réalisée tous les cinq ans, les populations de référence des années intermédiaires étant quant à elles estimées par interpolation ou extrapolation. Pour la commune, le premier recensement exhaustif entrant dans le cadre du nouveau dispositif a été réalisé en 2008.

En 2022, la commune comptait 177 habitants, en évolution de +5,99 % par rapport à 2016 (Moselle : +0,52 %, France hors Mayotte : +2,11 %).
| 1793 | 1800 | 1806 | 1821 | 1836 | 1841 | 1861 | 1866 | 1871 |
| ---- | ---- | ---- | ---- | ---- | ---- | ---- | ---- | ---- |
| 601  | 289  | 280  | 638  | 615  | 616  | 617  | 608  | 521  |

| 1875 | 1880 | 1885 | 1890 | 1895 | 1900 | 1905 | 1910 | 1921 |
| ---- | ---- | ---- | ---- | ---- | ---- | ---- | ---- | ---- |
| 491  | 510  | 473  | 454  | 432  | 452  | 440  | 440  | 387  |

| 1926 | 1931 | 1936 | 1946 | 1954 | 1962 | 1968 | 1975 | 1982 |
| ---- | ---- | ---- | ---- | ---- | ---- | ---- | ---- | ---- |
| 394  | 278  | 180  | 170  | 154  | 153  | 185  | 163  | 159  |

| 1990 | 1999 | 2006 | 2008 | 2013 | 2018 | 2022 | - | - |
| ---- | ---- | ---- | ---- | ---- | ---- | ---- | - | - |
| 137  | 120  | 147  | 155  | 163  | 169  | 177  | - | - |

## Lieux et monuments
- Vestiges d'une villa romaine au lieu-dit Schweinheck.
- Ouvrages de la ligne Maginot : le Coucou et le Mont-des-Welches.

### Édifices religieux
- Église paroissiale Saint-Urbain isolée, reconstruite en 1755, date portée par le linteau de la porte de la nef ; tour clocher construite en 1759, date portée par l'agrafe de la porte ; tour clocher reprise en 1824 ; église agrandie en 1847 ; maître-autel et chaire XVIIIe siècle.
- Chapelle sépulcrale Saint-Michel attenant à l'église.

## Héraldique
| Blason de Kemplich | Blason  | De gueules à trois alérions d'argent, au chef cousu d'azur chargé de trois étoiles d'or. |
| Blason de Kemplich | Détails |                                                                                          |